# Republika Lydenburga
Republika Lydenburga (af. Republiek van Lydenburg) – burska republika powstała w 1860. Nazwa została nadana od największego miasta w okolicy - Lydenburga.